# Luisa Niemesch
Luisa Niemesch (Karlsruhe, 7 settembre 1995) è una lottatrice tedesca, specializzata nella lotta libera.

## Palmarès
- Europei

Budapest 2022: argento nei 62 kg.